# Proasellus valdensis
Proasellus valdensis är en kräftdjursart som först beskrevs av Claude Chappuis 1948.  Proasellus valdensis ingår i släktet Proasellus och familjen sötvattensgråsuggor. Inga underarter finns listade i Catalogue of Life.